# Android x86
Android-x86 je v informatice neoficiální způsob portace mobilního operačního systému Android na zařízení s procesory AMD a Intel x86. Hlavním cílem tohoto open-source projektu je spuštění aplikací, her a aplikací určených pro mobilní zařízení s Androidem na klasickém stolním počítači (platforma x86).
Celý projekt začal snahou upravit zdrojový kód Androidu tak, aby ho bylo možné spustit na zařízeních s platformou x86, která zahrnuje i netbooky, tablety a další.

## Přehled
Tento operační systém je založen na AOSP (Android Open Source Project) s několika modifikacemi a vylepšeními. Některé komponenty jsou vyvinuty tak, aby mohly fungovat i na PC zařízení. V případě, že jsou detekována podporovaná GPU (například Intel GMA, Radeony od AMD, nebo chipsety od Nvidie), systém nabídne hardwarovou akceleraci za pomoci Open GL ES. V případě, že GPU není podporované, běží systém v neakcelerovaném režimu za využití softwarového renderování.
K dispozici jsou obrazy ISO, které umožňují (stejně jako klasické distribuce Linuxu) spuštění z Live USB nebo instalaci na pevný disk.

## Android-IA
Podobný projekt, založený pod křídly společnosti Intel nese název Android - IA. Běží na novějších zařízeních s UEFI.

## Remix OS
Remix OS je open-source operační systém od Jide Technologies založený na Android-x86 určený pro standardní PC. Na vývoji se podílí i Chih-Wei Huang hlavní vývojář Android-x86. Beta verze tohoto systému byla představena v březnu 2016.